# Liste der Baudenkmale in Hirschfeld (Brandenburg)
In der Liste der Baudenkmale in Hirschfeld sind alle Baudenkmale der brandenburgischen Gemeinde Hirschfeld und ihrer Ortsteile aufgelistet. Grundlage ist die Veröffentlichung der Landesdenkmalliste mit dem Stand vom 31. Dezember 2023. Die Bodendenkmale sind in der Liste der Bodendenkmale in Hirschfeld aufgeführt.

## Baudenkmale
In den Spalten befinden sich folgende Informationen:
- ID-Nr.: Die Nummer wird vom Brandenburgischen Landesamt für Denkmalpflege vergeben. Ein Link hinter der Nummer führt zum Eintrag über das Denkmal in der Denkmaldatenbank. In dieser Spalte kann sich zusätzlich das Wort Wikidata befinden, der entsprechende Link führt zu Angaben zu diesem Denkmal bei Wikidata.
- Lage: die Adresse des Denkmales und die geographischen Koordinaten. Link zu einem Kartenansichtstool, um Koordinaten zu setzen. In der Kartenansicht sind Denkmale ohne Koordinaten mit einem roten beziehungsweise orangen Marker dargestellt und können in der Karte gesetzt werden. Denkmale ohne Bild sind mit einem blauen bzw. roten Marker gekennzeichnet, Denkmale mit Bild mit einem grünen beziehungsweise orangen Marker.
- Bezeichnung: Bezeichnung in den offiziellen Listen des Brandenburgischen Landesamtes für Denkmalpflege. Ein Link hinter der Bezeichnung führt zum Wikipedia-Artikel über das Denkmal.
- Beschreibung: die Beschreibung des Denkmales
- Bild: ein Bild des Denkmales und gegebenenfalls einen Link zu weiteren Fotos des Baudenkmals im Medienarchiv Wikimedia Commons

## Hirschfeld
| ID-Nr.                           | Lage                      | Bezeichnung                           | Beschreibung | Bild                      |
| -------------------------------- | ------------------------- | ------------------------------------- | --- | ------------------------- |
| 09135407                         | (Lage)                    | Dorfkirche Hirschfeld                 | Die evangelische Kirche wurde 1786 erbaut. Im Inneren ist die Ausstattung der Kirche wie zur Bauzeit erhalten. An der Südwand befindet sich ein Relief der Beweinung Christi, entstanden um das Jahr 1520. | Dorfkirche Hirschfeld     |
| 09136283 Teilobjekt zu: 09135407 | (Lage)                    | Taufengel                             | Barocke Figur von 1690, 1978 restauriert | BW                        |
| 09135549                         | Dorfstraße 13 (Lage)      | Wohnhaus                              | Es handelt sich hier um ein zweigeschossiges Fachwerkhaus mit Satteldach. Datiert wird es auf die Zeit zwischen 1830 und 1840.                                                                             | Wohnhaus                  |
| 09135409                         | Finkenbergstraße 5 (Lage) | Neue Schule mit Turnhalle             | Es handelt sich hier um die sogenannte „Neue Schule“ des Dorfes mit einer dazugehörigen Turnhalle. Beide Gebäude werden auf das Jahr 1964 datiert.                                                         | Neue Schule mit Turnhalle |
| 09136284 Teilobjekt zu: 09135407 | Finkenbergstraße 5 (Lage) | Turnhalle                             | | BW                        |
| 09135408                         | Hauptstraße 15 (Lage)     | Alte Schule                           | Es handelt sich hier um die sogenannte „Alte Schule“ des Dorfes. Inschriftlich ist sie im Jahre 1850 entstanden. Das Gebäude ist eingeschossig und mit einem Krüppelwalmdach versehen.                     | weitere Bilder            |
| 09135840                         | Pfarrgasse 2 (Lage)       | Gasthaus „Zum Hirsch“ (Mittelschänke) | Das Gasthaus „Zum Hirsch“ wird auf die Zeit zwischen 1800 und 1830 datiert. Das Gebäude ist zweigeschossig und mit einem Walmdach versehen.                                                                | weitere Bilder            |
| 09135328                         | Pfarrgasse 9 (Lage)       | Pfarrhaus                             | Es handelt sich hier um ein zweigeschossiges Fachwerkhaus mit Satteldach. Datiert wird es auf das Jahr 1690.                                                                                               | Pfarrhaus                 |

## Ehemalige Denkmale
| ID-Nr. | Lage   | Bezeichnung                                                   | Beschreibung | Bild |
| ------ | ------ | ------------------------------------------------------------- | --- | ---- |
|        | (Lage) | Landwarenhaus und Mittelschänke einschließlich Platzsituation | In Denkmallisten um 2010 so aufgeführt. Die am Platz gegenüber dem Landwarenhaus gelegene Mittelschänke (Gasthaus Zum Hirsch) wird heute als eigenständiges Denkmal geführt. | BW   |